# Crypsithyris hemiphracta
Crypsithyris hemiphracta är en fjärilsart som beskrevs av Edward Meyrick 1926. Crypsithyris hemiphracta ingår i släktet Crypsithyris och familjen äkta malar.
Artens utbredningsområde är Zimbabwe. Inga underarter finns listade i Catalogue of Life.